# Nazionale femminile di calcio del Togo
La nazionale di calcio femminile del Togo è la rappresentativa calcistica femminile internazionale del Togo, gestita dalla locale federazione calcistica (FTF).
In base alla classifica emessa dalla FIFA il 14 giugno 2024, la nazionale femminile occupa il 120º posto del FIFA/Coca-Cola Women's World Ranking.
Come membro della Confédération Africaine de Football (CAF), partecipa a vari tornei di calcio internazionali, come al Campionato mondiale FIFA, alla Coppa delle nazioni africane femminile, ai Giochi olimpici estivi e ai tornei a invito. Oltre alla CAF, come le altre nazionali di calcio che rappresentano il Togo negli incontri internazionali, è membro della West Africa Football Union (WAFU), che raggruppa le federazioni dell'Africa occidentale.
Il miglior risultato sportivo ottenuto dalla Togo è rappresentato dalla partecipazione all'edizione 2022 della Coppa delle nazioni africane dove in quell'occasione venne eliminato alla fase a gironi.

## Storia
Il Togo ha disputato il suo primo incontro ufficiale FIFA solo nel 2006, quando ha giocato cinque partite. Nella prima partita, il 19 febbraio, il Togo ha battuto São Tomé e Príncipe per 3-0. La squadra ha battuto nuovamente São Tomé e Príncipe con il punteggio di 6-0 il 26 febbraio 2006 in Togo. Nelle due partite successive, il Togo ha perso 0-9 e 1-3 contro il Congo. Da allora la squadra ha giocato solo una partita. Nel 2007, la squadra ha partecipato al Tournoi de Cinq Nations tenutosi a Ouagadougou, in Burkina Faso. La squadra ha perso 0-5 contro la Costa d'Avorio prima di essere squalificata per aver portato alla competizione una squadra di club, l'MBA Lomé, in violazione delle regole del torneo.
Iscritta inizialmente alle qualificazioni al Campionato africano di Sudafrica 2010, la squadra avrebbe dovuto incontrare il Mali ma si è ritirata prima dell'inizio della competizione. Lo stesso è accaduto nel processo di qualificazione alla Coppa delle nazioni africane di Camerun 2016, dove il Togo è stato sorteggiato con l'Algeria, ma si è ritirato prima di giocare qualsiasi partita. La squadra è stata sostituita dall'Etiopia ed è stata esclusa dalla partecipazione all'edizione 2018 della Coppa delle nazioni africane in Ghana.
Ora allenate da Kaï Tomety, le Éperviers Dames sono finalmente tornate alla competizione internazionale nell'edizione inaugurale della WAFU Women's Cup, dopo 11 anni di assenza, tuttavia la prestazione della nuova squadra nel girone B del torneo non è stata all'altezza delle aspettative, poiché è stata eliminata nella fase a gironi dopo aver subito pesanti sconfitte contro Senegal, Mali e Nigeria. Mafille Woedikou ha segnato l'unico gol del Togo nel torneo contro quest'ultima, grazie a un calcio di rigore.

## Partecipazione ai tornei internazionali
Legenda: Grassetto: Risultato migliore, Corsivo: Mancate partecipazioni